# Regió de Manyara
Manyara és una de les trenta regions administratives en les quals està dividida la República Unida de Tanzània. La seva principal població és la ciutat de Babati.

## Districtes
Aquesta regió es troba subdividida internament en cinc districtes:
- Babati
- Hanang
- Kiteto
- Mbulu
- Simanjiro

## Territori i població
La regió de Manyara té una extensió de territori que abasta una superfície de 47.913 quilòmetres quadrats. A més aquesta regió administrativa té una població d'1.040.461 persones. La densitat poblacional és de 22,4 habitants per cada quilòmetre quadrat de la regió.